# احمد داودا
احمد داودا (عربی: أحمد داوودا؛ زادهٔ ۲۵ ژوئن ۱۹۸۹) بازیکن فوتبال اهل مصر است. وی همچنین در تیم‌های ملی فوتبال مصر نیز بازی کرده‌است.